# Minettia fasciata
Minettia fasciata är en tvåvingeart som först beskrevs av Fallen 1826.  Minettia fasciata ingår i släktet Minettia och familjen lövflugor. Arten är reproducerande i Sverige. Inga underarter finns listade i Catalogue of Life.